# Oblast Akmolinsk
De oblast Akmolinsk (Russisch: Акмолинская область, Akmolinskaja oblast) was een oblast van het keizerrijk Rusland. De oblast bestond van 1868 tot 1920, waarna het gebied opging in het gouvernement Omsk. De naam ervan verwijst naar Akmolinsk, de oude naam voor Astana (de hoofdstad van Kazachstan).
De oblast Akmolinsk grensde aan de oblasten Oeralsk, Toergai, Sempalinsk, Semiretsje, Fergana, Syr Darja, Samarkand en Transkaspië. Het gebied komt ruwweg overeen met een groot deel van het huidige Noord-Kazachstan en het zuiden van de oblast Omsk. 